# Julio Fraile Merino
Julio Fraile Merino (Cuéllar, 27 de junio de 1950) es un biólogo y catedrático español afincado en Costa Rica.

## Biografía
Nació en Cuéllar (Segovia) el 27 de junio de 1950. Estudió el bachillerato en su villa natal y pasó después a la Universidad de Navarra para estudiar carrera de Biológicas, para establecerse finalmente en Costa Rica, como profesor contratado de la Universidad Nacional de Costa Rica (Heredia).
En Costa Rica, además de su actividad docente como catedrático universitario, ha impartido diversos cursos en el área de la Ecología Ambiental, Agroecología e Hidrología Ambiental en su universidad, y ha desarrollado una labor de investigación en el mundo de la biología como la realizada en el área de Suelos e Hidrología en el Laboratorio de Hidrología Ambiental de la UNA, siendo además miembro de la Comisión del Plan Regulador del Cantón de San Pablo de Heredia, entre otros.
Además, ha publicado algunos de sus estudios e investigaciones:
- Poblaciones de microartrópodos en diferentes suelos de Costa Rica, Revista Biología Tropical, 1978.
- Variaciones mensuales en la densidad de microartrópodos edáficos en un cafetal de Costa Rica, Revista Biología Tropical, 1978.
- Efecto de las plantaciones de coníferas exóticas en Guipúzcoa sobre las poblaciones de microartrópodos del suelo - En: Estudio ecológico y económico de las repoblaciones de coníferas exóticas en el País Vasco / Sociedad de Ciencias Naturales Aranzadi, San Sebastián, 1981.